# Licciana Nardi
Licciana Nardi ist eine italienische Gemeinde mit 4729 Einwohnern (Stand 31. Dezember 2023) in der Provinz Massa-Carrara in der Toskana.

## Geographie

Lage von Licciana Nardi in der Provinz Massa-Carrara

Die Gemeinde liegt etwa 40 Kilometer nordwestlich der Provinzhauptstadt Massa, am oberen Lauf des Flusses Magra.
Zu den Ortsteilen zählen Amola, Apella, Bastia, Cisigliana, Costamala, Monti, Panicale, Paretola, Pontebosio, Taponecco, Tavernelle, Terrarossa, Varano und Villa.
Die Nachbargemeinden sind Aulla, Bagnone, Comano, Fivizzano, Monchio delle Corti (PR), Podenzana, Tresana und Villafranca in Lunigiana.

## Geschichte

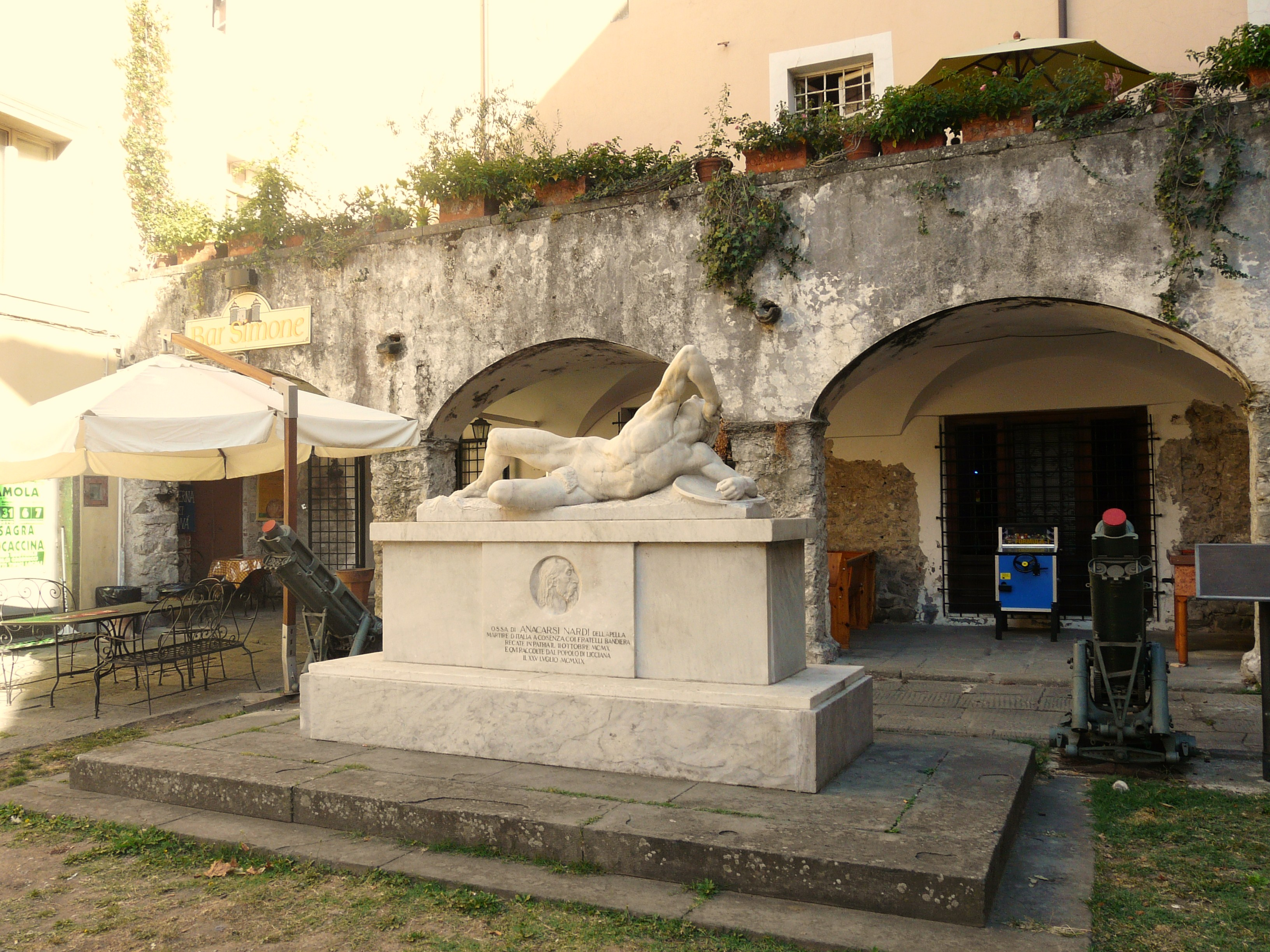
Denkmal für Anacarsi Nardi

In der Gemeinde gibt es eine alte Burg, die sich in Privatbesitz befindet.
In der Nähe befindet sich eine Marmorstatue zu Ehren des italienischen Freiheitskämpfers Anacarsi Nardi (1800–1844), der in Apella Licciana geboren wurde. Auf ihn geht der jetzige Namenszusatz der Gemeinde zurück, die bis 1933 Licciana hieß.